# Frank Wilrycx
Frank Wilrycx (Turnhout, 25 april 1965) is een Belgisch politicus voor Open Vld.

## Levensloop
Zijn grootvader was van 1958 tot 1967 burgemeester van Merksplas en zijn vader Jan Wilrycx zetelde gedurende dertig jaar in de gemeenteraad, waarvan zes jaar als schepen. Hij liep school aan het Klein Seminarie van Hoogstraten, alwaar hij afstudeerde in de Latijn-Wiskunde in 1983. Vervolgens behaalde hij in 1989 een diploma in de Toegepaste Economische Wetenschappen aan de KU Leuven. Hij werd zaakvoerder van een brandstoffenhandel.
Hij nam voor het eerst deel aan de lokale verkiezingen van 2000 en werd onmiddellijk verkozen. Zijn partij Leefbaar Merksplas behaalde de absolute meerderheid en droeg Wilrycx voor als burgemeester van Merksplas. Bij de Vlaamse verkiezingen van 2004 kwam hij op voor VLD. Hij kreeg 3.412 voorkeurstemmen vanop de tweeëntwintigste plaats, maar werd niet verkozen.
In 2006 werd hij herbevestigd als burgemeester met 67 procent van de stemmen. Hij was hiermee de populairste burgemeester van de provincie Antwerpen. Zo gaf een op de twee inwoners van Merksplas een naamstem aan hem, oftewel 2356 personen. Bij de provincieraadsverkiezingen van dat jaar was hij tevens lijsttrekker voor het provinciedistrict Turnhout en werd verkozen met 4.878 voorkeurstemmen. Hij nam vanaf 1 december 2006 zijn mandaat op in de provincieraad, waar hij bleef zetelen tot in 2011. In juni 2007 was hij eerste opvolger voor de Kamer van volksvertegenwoordigers in het kiesarrondissement Antwerpen en behaalde 6.017 voorkeurstemmen. Bij de Vlaamse verkiezingen van juni 2009 stond hij op de zesde plaats voor de provincie Antwerpen.
Op 7 december 2011 legde hij de eed af in de Kamer van volksvertegenwoordigers als opvolger van Annemie Turtelboom. Hij gold er als een expert op het gebied van energie. Een andere casus waar hij veel aandacht aan besteedde was de gevangenisproblematiek. De Noorderkempen, waarvan hij afkomstig is, telde met vier gevangenissen immers 20 procent van de gedetineerden in België.
Bij de lokale verkiezingen van 2012 verloor zijn partij Leefbaar Merksplas twee zetels, maar behield wederom de absolute meerderheid. Wilrycx zelf behaalde 2129 voorkeurstemmen. Voor de provincieraad was hij lijstduwer voor het provinciedistrict Turnhout. Hij kreeg 3965 voorkeurstemmen, maar werd niet verkozen. Ook na de verkiezingen van oktober 2018 en die van oktober 2024 kon hij burgemeester van Merksplas blijven, telkens met een ruime absolute meerderheid.
Bij de verkiezingen van mei 2014 stond Wilrycx opnieuw op de eerste opvolgersplaats voor de Kamer en behaalde hij 5546 voorkeurstemmen. Op 30 juli 2014 legde hij opnieuw de eed af als volksvertegenwoordiger in opvolging van Annemie Turtelboom die minister werd in de Vlaamse Regering. In de legislatuur 2014-2019 werd Frank Wilrycx vast lid van de Commissie voor het Bedrijfsleven, het Wetenschapsbeleid, het Onderwijs, de Nationale Wetenschappelijke en Culturele Instellingen, de Middenstand en de Landbouw en van de Subcommissie voor de Nucleaire Veiligheid. Door het ontslag van Annemie Turtelboom verdween hij eind april 2016 terug uit het parlement. Toen zij het parlement in 2018 verliet, kwam hij in mei dat jaar opnieuw in de Kamer. Ditmaal bleef hij er zetelen tot in mei 2019. 
Bij de verkiezingen dat jaar stond hij op de vierde plaats van de Antwerpse Open Vld-lijst voor het Vlaams Parlement. Wilrycx behaalde 5.300 voorkeurstemmen, maar dat was niet voldoende om verkozen te geraken. Bij de Vlaamse verkiezingen van juni 2024 werd Wilrycx lijstduwer. Ook deze keer raakte hij niet verkozen.